# Milca
Milca este fiica lui Haran. Avraam era unchiul ei. Ea este sora lui Lot și al lui Isca (fiica lui Haran).  Ea este soția lui Nahor, unchiul ei. Lui Nahor i-a născut pe Betuel care este tatăl lui Laban și Rebeca. Ea face parte din genealogia lui Isus. Este un personaj din cartea Genezei.